# Битка при Незиб
Битката при Незиб (в днешни дни Низип) се провежда на 24 юни 1839 г. между Египет и Османската империя. Египтяните са водени от Ибрахим паша, докато османците от Хафиз паша, заедно с Молтке, който командва артилерията.. Османците са позиционирани в Мезар, югоизточно от Незиб. Ибрахим напредва със силите си под тежък артилерийски обстрел право към османските линии. В същото време османската линия започва да получава египетски артилерийски огън и претърпява загуби. По това време пехотата на Ибрахим се сблъсква с армията на Хафиз, която търпи пълно поражение..